# Лерос, Гео Багратович
Ге́о Багра́тович Ле́рос (укр. Гео Багратович Лерос), при рождении Гео́рг Багра́тович Курехя́н (укр. Геворг Багратович Курехян; род. 24 апреля 1989, Киев) — украинский политик, режиссёр, деятель культуры. Депутат Верховной Рады Украины IX созыва (с 2019 года). Член фракции «Слуга народа» (2019—2020).

## Биография
Георг Багратович Курехян родился 24 апреля 1989 года в Киеве. Лерос — девичья фамилия его матери. Брат — Гор, сестра — Луиза.
Окончил факультет международного права Академии адвокатуры Украины. Прошёл пятимесячное обучение в Berlin Film Academy.
В 2011 году начал снимать коммерческое видео. Работал дизайнером. В возрасте 23 лет приобрёл квартиру в центре Киева. Был волонтёром благотворительного фонда «Сёстры победы».
В 2014 году предложил киевскому городскому главе Виталию Кличко украсить столицу рядом монументальных настенных росписей. Позднее Кличко назначил его советником по вопросам культуры (на общественных началах). В должности советника Лерос оставался до ноября 2019 года. В рамках проектов City-Art и Art United Us, основанных Леросом, было создано порядка 70 настенных росписей на Украине. Автор книги об уличном искусстве Kyiv Street Art.
В 2016 году Министерство информационной политики Украины пригласило Лероса выполнить проект на Чернобыльской АЭС. После этого министр информационной политики Украины Юрий Стець назначил его своим советником. Осенью 2016 года вместе с австралийским художником Гвидо ван Хелтеном занимался созданием настенной росписи в Авдеевке. В 2018 году был куратором проекта «More than us» Министерства информационной политики. В рамках этого проекта было создано восемь настенных росписей в вестибюле киевской станции метро «Осокорки». Спустя год стало известно, что на создание росписей было выделено 3,6 миллиона гривен, при этом художники заявили, что оплату за работу они не получали.
Лерос является режиссёром короткометражного фильма «A lifetime older», который получил премии на фестивале в Калькутте в номинации «лучший короткометражный фильм» и на Международном кинофестивале в Сан-Франциско в номинации «великолепный короткий документальный фильм». В 2015 году он снял документальный фильм о реформе украинской полиции, с участием тогдашнего президента Украины Петра Порошенко и главы МВД Арсена Авакова.
На парламентских выборах 2019 года стал депутатом по спискам (# 23) политической партии «Слуга народа». На момент выборов являлся беспартийным. В Верховной раде стал заместителем председателя комитета по вопросам гуманитарной и информационной политики. 24 июня 2019 года президент Украины Владимир Зеленский назначил Лероса своим внештатным советником.
5 декабря 2019 года Лерос в зале Верховной рады подрался с коллегой по фракции Максимом Бужанским. Ирина Верещук, также входящая во фракцию «Слуга народа», сообщила, что причиной драки стали оскорбления Лероса в её адрес из-за посещений телеканалов Виктора Медведчука.
В январе 2020 года его включили в совет по вопросам развития национального культурно-художественного и музейного комплекса «Мистецький арсенал».
В марте 2020 года стал одним из 30 членов фракции «Слуга народа», выступивших против консультативного совета в Контактной группе по мирному урегулированию ситуации на востоке Украины с участием представителей Отдельных районов Донецкой и Луганской областей. После этого президент Зеленский уволил Лероса с поста своего внештатного советника.
29 марта 2020 года Лерос опубликовал видео, в котором, по его мнению, брат главы Офиса президента Украины Андрея Ермака Денис обсуждает вопросы кадровых назначений на государственную службу, и обратился в Национальное антикоррупционное бюро Украины с просьбой провести проверку по этому факту. На следующий день Специализированной антикоррупционной прокуратурой было начато уголовное производство по факту возможного злоупотребления влиянием при назначении лиц на должности в органы государственной власти. В свою очередь Государственное бюро расследований начало уголовное производство в отношении Лероса за разглашение государственной тайны.
12 августа 2020 года полицией было начато расследование в отношении Лероса по делу о незаконной надстройке одного этажа над его квартирой, расположенной в доме в переулке Лабораторный. 25 августа 2020 года Офис Генерального прокурора Украины начал расследовать дело об уклонении Леросом от уплаты налогов. 28 августа 2020 года Лерос сообщил, что неизвестные подожгли его автомобиль марки «Мерседес». 1 сентября 2020 года Лерос с трибуны Верховной рады обвинил президента Зеленского в нарушении предвыборных обещаний, а главу Офиса президента Ермака — в злоупотреблении властью и работе на спецслужбы Российской Федерации. В тот же день Лерос был исключён из фракции «Слуга народа».
11 декабря 2020 года стал одним из 849 граждан Украины, против которых были введены санкции российским правительством.
23 февраля 2023 года Верховная Рада отстранила депутата Гео Лероса до конца пленарного заседания. Инициатива отстранить его от заседаний появилась после того, как во время рассмотрения вопроса о назначении главы СБУ Василия Малюка он оскорбительно высказался в адрес главы Офиса президента Украины Андрея Ермака.